# Rio Segundo virus
Rio Segundo virus (англ.) — вид вирусов, возможный член рода Orthohantavirus из порядка Bunyavirales. Распространён на территории Латинской Америки, преимущественно, Коста-Рики и Мексике. Вызывает хантавирусный кардиопульмональный синдром.
К 2012 году не было зафиксировано случаев заражения человека вирусом Rio Segundo virus. Это может быть связано с тем, что филогенетически вирус очень близок к широко распространённому на территории Коста-Рики и Мексики вирусу Син Номбре, поэтому возможна постановка неправильного диагноза.
С 1999 по 2016 год был валидным видом в роде Hantavirus, но исследования 2016 года не дали достаточных оснований для сохранения этого статуса и перевели таксон в возможные члены рода.
Естественным резервуаром для вируса являются грызуны вида Reithrodontomys mexicanus.